# Rush: Beyond the Lighted Stage
Rush: Beyond The Lighted Stage è un film documentario del 2010 diretto da Sam Dunn e Scot McFadyen. Il film ripercorre la storia del gruppo rock canadese Rush, dagli esordi fino al 2008.
Il film fa il suo debutto al Tribeca Film Festival, dove vince il premio "Audience Award" del 2010. Il film riceve la nomination quale "miglior lungometraggio musicale" alla 53ª edizione dei Grammy Awards. Si aggiudica inoltre un Juno Awards nella categoria "miglior DVD musicale dell'anno" nell'edizione 2011. 
Il documentario è stato distribuito in oltre 140 sale cinematografiche del Nord America nel giugno 2010 e trasmesso dal canale satellitare VH1 il 26 giugno 2010. La pubblicazione in DVD e Blu-ray risale invece al 29 giugno 2010, certificato dalla RIAA con doppio platino il 1º settembre 2010.

## Trama
Attraverso interviste, immagini di repertorio, documenti storici audio e video, viene ricostruita la storia artistica ed umana del gruppo musicale Rush, partendo dall'infanzia dei suoi tre componenti Geddy Lee, Alex Lifeson e Neil Peart, fino agli esordi nel mondo dello spettacolo - con il batterista John Rutsey ancora presente nella formazione - e descrivendo in particolare le principali tappe della storia e della evoluzione musicale della band, dai primi anni settanta fino al 2008.
Il film è suddiviso in vari capitoli:
- I. The Suburbs
- II. Finding Our Way
- III. The New Guy
- IV. Assuming Control
- V. Terminally Unhip
- VI. Drinking The Milk Of Paradise
- VII. Making Modern Music
- VIII. The Gilden Cage
- IX. New World Men
- X. The Yoda Of Drums
- XI. Ghost Rider
- XII. The Return
- XIII. Revenge Of The Nerds

### Interviste
Musicisti
| Artista          | Gruppo                               |
| ---------------- | ------------------------------------ |
| Geddy Lee        | Rush                                 |
| Alex Lifeson     | Rush                                 |
| Neil Peart       | Rush                                 |
| Sebastian Bach   | Skid Row                             |
| Jack Black       | Tenacious D                          |
| Jimmy Chamberlin | The Smashing Pumpkins                |
| Les Claypool     | Primus                               |
| Tim Commerford   | Rage Against the Machine, Audioslave |
| Billy Corgan     | The Smashing Pumpkins                |
| Kirk Hammett     | Metallica                            |
| Taylor Hawkins   | Foo Fighters                         |
| Jason McGerr     | Death Cab for Cutie                  |
| Kim Mitchell     | Kim Mitchell, Max Webster            |
| Vinnie Paul      | Pantera                              |
| Mike Portnoy     | Dream Theater                        |
| Trent Reznor     | Nine Inch Nails                      |
| Gene Simmons     | Kiss                                 |
| Zakk Wylde       | Ozzy Osbourne, Black Label Society   |
| Danny Carey      | Tool                                 |
| Mick Box         | Uriah Heep                           |
| Matt Stone       | DVDA                                 |

Altri
| Nome                    | Descrizione                                   |
| ----------------------- | --------------------------------------------- |
| Liam Birt               | tour manager                                  |
| Terry Brown             | produttore Rush periodo 1975–1982             |
| Peter Collins           | produttore Rush periodo 1985–1987 e 1993–1996 |
| Ray Danniels            | manager del gruppo periodo 1973-presente      |
| Vic Wilson              | manager del gruppo periodo 1973-1981          |
| Donna Halper            | responsabile della emittente radiofonica WMMS |
| Rupert Hine             | produttore Rush periodo 1989–1991             |
| Kelly Paris             | fan                                           |
| Nick Raskulinecz        | produttore Rush periodo 2006–presente         |
| John "J.D." Roberts     | giornalista musicale                          |
| Christopher Schneberger | fan                                           |
| Kevin Shirley           | ingegnere del suono periodo 1993              |
| Freddie Gruber          | insegnante di batteria                        |
| Howard Ungerleider      | tecnico luci                                  |
| Mary Weinrib            | madre di Geddy Lee                            |
| Melania Zivojinovich    | madre di Alex Lifeson                         |
| Betty Peart             | madre di Neil Peart                           |
| Glen Peart              | padre di Neil Peart                           |

## Colonna sonora
| Titolo brano                            | Interprete    |
| --------------------------------------- | ------------- |
| Limelight                               | Rush          |
| Nights, Winters, Years                  | The Blue Jays |
| Bastille Day                            | Rush          |
| You Can't Fight It                      | Rush          |
| Magic People                            | The Paupers   |
| Fancy Dancer                            | Rush          |
| Need Some Love                          | Rush          |
| Garden Road                             | Rush          |
| Working Man                             | Rush          |
| Gypsy                                   | J.R. Flood    |
| In the Mood                             | Rush          |
| Love Machine                            | Uriah Heep    |
| What You're Doing                       | Rush          |
| Let Me Go, Rock 'N Roll                 | Kiss          |
| Anthem                                  | Rush          |
| Beneath, Between & Behind               | Rush          |
| Fly By Night                            | Rush          |
| The Fountain of Lamneth (In the Valley) | Rush          |
| 2112 (Overture)                         | Rush          |
| Something for Nothing                   | Rush          |
| Closer to the Heart                     | Rush          |
| Xanadu                                  | Rush          |
| The Trees                               | Rush          |
| Cygnus X-1                              | Rush          |
| La Villa Strangiato                     | Rush          |
| The Spirit of Radio                     | Rush          |
| Entre Nous                              | Rush          |
| Tom Sawyer                              | Rush          |
| Red Barchetta                           | Rush          |
| Digital Man                             | Rush          |
| Freewill                                | Rush          |
| Subdivisions                            | Rush          |
| Distant Early Warning                   | Rush          |
| Red Sector A                            | Rush          |
| Mystic Rhythms                          | Rush          |
| The Enemy Within                        | Rush          |
| Time Stand Still                        | Rush          |
| Show Don't Tell                         | Rush          |
| Animate                                 | Rush          |
| Driven                                  | Rush          |
| Secret Touch                            | Rush          |
| Vapor Trails                            | Rush          |
| YYZ                                     | Rush          |
| One Little Victory                      | Rush          |
| Far Cry                                 | Rush          |

## Distribuzione

### DVD
Il DVD è composto da due dischi.
Il primo contiene la versione integrale del documentario, con sottotitoli anche in italiano.
Il secondo contiene un'ora e mezza di filmati rari inediti, scene non incluse nel film, ed inserti speciali:
- Being Bullied and The Search for The First Gig
- Reflections on the album Hemispheres
- Presto and Roll The Bones Rap
- The Rush Fashion
- Hobbies on the Road
- Rush Trekkies
- Pre-Gig Warm-Up
- Best I Can (filmato live inedito con il batterista originale John Rutsey, 1974)
- Working Man (filmato live inedito con il batterista originale John Rutsey, 1974)
- La Villa Strangiato - Pinkpop Festival nei Paesi Bassi, 1979
- Between Sun and Moon - Hartford, CT (tratta dal primo show del 2002 dopo la pausa di 5 anni)
- Dinner with Rush at a Hunting Lodge
- Far Cry (live) - da Snakes & Arrows Live DVD
- Entre Nous (live) – da Snakes & Arrows Live DVD
- Bravado (live) - in precedenza disponibile solo sulla versione Blu-ray di R30
- YYZ (live) - in precedenza disponibile solo sulla versione Blu-ray di R30